# Theems
De Theems (uitspr.: /tems/; Engels: Thames, uitspr.: /tɛmz/) is de grootste rivier die zich geheel in Engeland bevindt. Het is de op een na grootste rivier van Groot-Brittannië, na de Severn. De Theems is een belangrijke vaarweg.

## Ligging
Zij ontspringt bij Cirencester in de heuvels van de Cotswolds, stroomt oostelijk naar Oxford (waar de rivier Isis heet), dan zuidwaarts tot Reading om vervolgens dwars door Londen te slingeren. Bij Southend-on-Sea mondt zij met een breed estuarium uit in de Noordzee.
Bij Teddington (zo'n 89 kilometer ten westen van de monding) ligt een sluizencomplex in de rivier. De sluizen markeren de scheiding tussen dat deel van de rivier waar het getij invloed heeft, alles ten oosten van de sluis, en het tijloze deel. Het grootste verschil tussen eb en vloed is zo'n 7 meter en dit neemt af richting de monding. Het debiet van de rivier is laag in verhouding tot zijn lengte en stroomgebied, de rivier ligt in een relatief droog deel van Engeland en veel water wordt onttrokken voor de drinkwatervoorziening. Het stroomgebied beslaat een groot deel van het zuidoosten en een klein deel van het westen van Engeland. De Theems heeft minstens 50 zijrivieren.

## Geschiedenis
De Romeinen vestigden op de noordoever van de Theems ter hoogte van de huidige City of London een hoofdkwartier. Zij noemden dit Londinium. Door de ligging aan de rivier werd er veel handel gedreven en groeide de stad Londen uit tot de huidige metropool. Vanaf de 16e eeuw ontstonden stroomafwaarts van de City belangrijke scheepswerven en arsenalen, zoals Deptford Dockyard, Woolwich Dockyard en Royal Arsenal.
De faciliteiten van de haven van Londen liggen langs de oevers van de Theems. De eerste kaden lagen dicht bij het stadscentrum, maar naarmate de handel intensiveerde en de schepen groter werden, is het zwaartepunt van de haven verschoven naar het oosten, richting de monding aan de Noordzee. Rond 1900 lag het zwaartepunt bij de Isle of Dogs en tegenwoordig bij de plaats Tilbury.

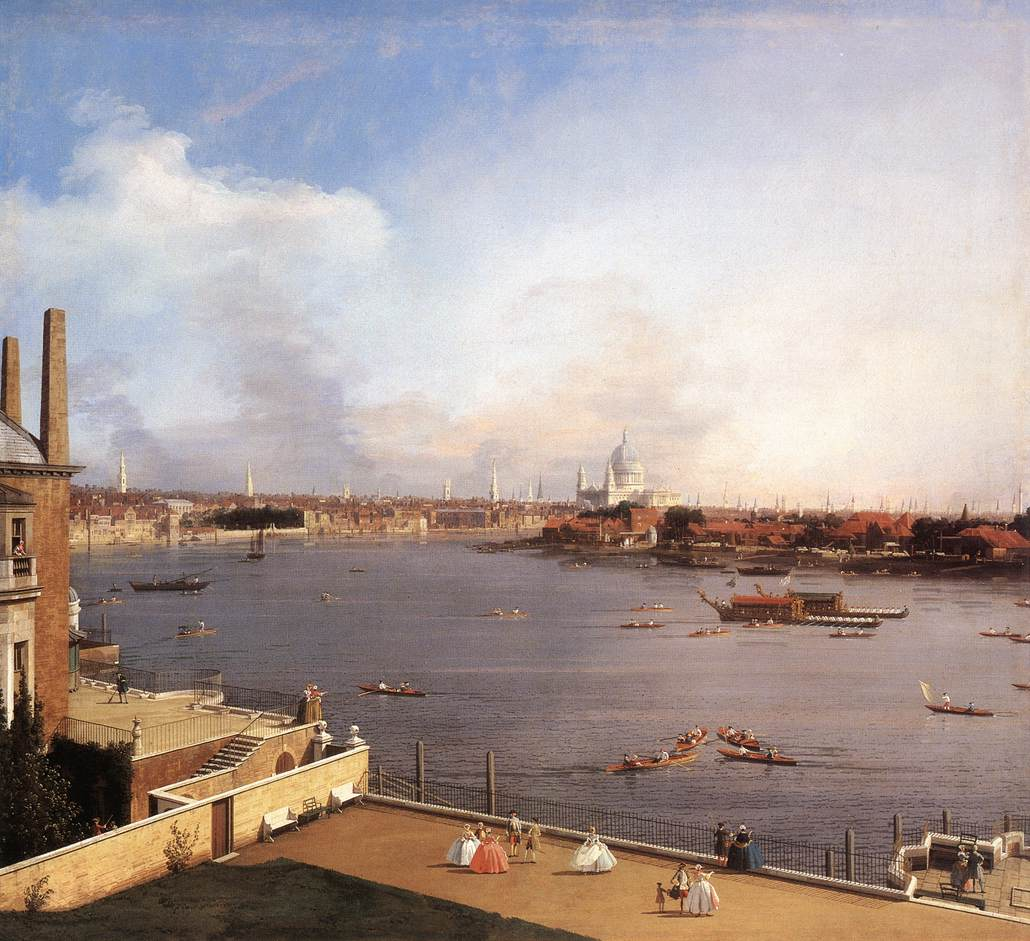
De Theems vanaf Somerset House: een klassieke veduta door Canaletto, 1747.

Door de sterke groei van de bevolking, de haven en industriële activiteiten raakte de rivier ernstig vervuild. Afvalwater stroomde ongezuiverd de Theems in en werd een broedplaats voor schadelijke bacteriën. De temperatuur van het water was onnatuurlijk hoog, dit leidde tot chemische reacties waardoor ook het zuurstof uit het water verdween. Tussen 1832 en 1865 waren er vier ernstige uitbraken van cholera waarbij tienduizenden mensen omkwamen. In 1858 was de stank van de rivier zo ondragelijk dat zittingen van het Britse Lagerhuis in Westminster werden opgeschort. De politiek reageerde en gaf ingenieur Joseph Bazalgette opdracht om een rioleringssysteem te bouwen. Het afvalwater vloeide verder stroomafwaarts de Theems in waardoor Londen de ernstigste overlast bleef bespaard. Rioolwaterzuiveringen werden pas tientallen jaren later gebouwd waardoor de waterkwaliteit langzaam verbeterde.
Londen is diverse malen getroffen door overstromingen. Een sterke wind uit het oosten in combinatie met springtij zorgen voor gevaarlijk hoge waterstanden in de rivier. Er zijn overstromingen in het stadscentrum geweest in 1236, 1663, 1928 en 1953. Om de schade te beperken is de Thames Barrier, een waterkering in Woolwich, gebouwd tussen 1974 en 1984. De kering wordt gesloten om de stad te beschermen tegen hoog water. De kering kan direct na het hoge tij weer geopend worden om te voorkomen dat te veel water zich ophoopt aan de landzijde van de kering.

## Uitspraak
De naam van de rivier zou vroeger zijn uitgesproken met een harde "t" aan het begin. De spelling volgens het middeleeuwse Engels was Temese, naar het Latijnse Tamesis. De "th"-klank werd mogelijk in de renaissance toegevoegd om de naam Griekser te laten lijken, wellicht om het geloof te ondersteunen dat de naam afkomstig is van de rivier de Thyamis in de Griekse regio Epirus. Gedacht wordt dat vroegere Keltische stammen oorspronkelijk uit dit gebied afkomstig waren.
Volgens sommigen is de uitspraak afkomstig van koning George I, die uit Hannover kwam en nauwelijks Engels kende. Dit is dan een voorbeeld van the King's English: de uitspraak van de koning is per definitie de juiste.